# المؤتمر الوطني للحزب الديمقراطي 2020
المؤتمر الوطني للحزب الديمقراطي 2020 مناسبة يختار فيها مندوبو الحزب الديمقراطي في الولايات المتحدة الأمريكية مرشحي الحزب لمنصبي الرئاسة ونيابة الرئاسة لانتخابات 2020 الرئاسية في الولايات المتحدة الأمريكية. تأجل المؤتمر المزمع عقده في 13-16 يوليو 2020 حتى 17-20 أغسطس 2020 بسبب جائحة كورونا في الولايات المتحدة الأمريكية. المرشح المفترض لمؤتمر عام 2020 هو جو بايدن. لم يحدد بعد من سيختار بايدن ليكون شريكه في الانتخابات (لمنصب نائب الرئيس)، ولكنه تعهد باختيار امرأة من الحزب الديمقراطي.
تحدد مكان إقامة المؤتمر في مركز ويسكونسن في ميلواكي، في ولاية ويسكونسن. بعد أن تغيرت الخطة المبدئية بإقامته في منتدى فيسرفّ في المدينة نفسها. من المخطط أن تكون الصيغة مغايرة بشكل كبير للمؤتمرات السابقة، بإقامة مناسبات في العديد من الأماكن على امتداد البلاد، وحدوث الكثير من الأمور عن بعد. من المخطط للمرشح المفترض جو بايدن أن يقبل الترشيح رسميًّا من ولايته الأم (ديلاوير)، بدل أن يفعل ذلك في موقع المؤتمر في ميلواكي.

## خلفية المناسبة

### اختيار الموقع
قُدمت العروض لاختيار المكان في أواخر عام 2017 وأعلن عنها في ربيع عام 2018. انسحبت لاس فيغاس لاحقًا وقررت التركيز على المؤتمر الوطني للحزب الجمهوري 2020، والتي هُزم عرضها فيها لاحقًا لصالح مدينة تشارلوت.
في 20 يونيو 2018، أعلنت اللجنة الوطنية الديمقراطية (دي إن سي) المرشحين النهائيين الأربعة لاختيار موقع المؤتمر. بعد الإعلان مباشرةً، انسحبت مدينة دنفر التي كانت من المرشحين النهائيين بسبب حدوث تضاربات ظاهرة في الجدول الزمني.
أعلن رئيس اللجنة الوطنية الديمقراطية توم بيريز في 11 مارس 2019 أن ميلواكي ستستضيف المؤتمر.
باختيار ميلواكي لإقامة المؤتمر أصبح هذا أول مؤتمر وطني للحزب الديمقراطي يقام في وسط غرب الولايات المتحدة الأمريكية منذ استضافة شيكاغو لمؤتمر عام 1996، وأول مؤتمر يقام في مدينة في وسط غرب الولايات المتحدة الأمريكية غير شيكاغو منذ استضافة مدينة سانت لويس للمؤتمر الوطني للحزب الديمقراطي في عام 1916.

## العروض
| الحالة              | المكان |
| ------------------- | --- |
| الرابح              | ميلواكي، ولاية ويسكونسن (منتدى فيسرفّ) |
| المتأهلون للنهائيات | - دنفر، ولاية كولورادو (مركز بيبسي) انسحبت بعد اختيارها ضمن المرشحين النهائيين - هيوستن، ولاية تكساس (مركز تويوتا) - ميامي، ولاية فلوريدا (ساحة الخطوط الجوية الأمريكية أميريكان إيرلاينز، مع إقامة بعض اللقاءات في مركز مؤتمرات ميامي بيتش في ميامي بيتش، فلوريدا) |
| عروض أخرى           | - أتلانتا، جورجيا - بيرمنغهام، ألاباما - لاس فيغاس، نيفادا انسحبت للتركيز على تقديم عرض لمؤتمر الحزب الجمهوري 2020 - نيويورك - سان فرانسيسكو، لوس أنجلوس |

### تغيير المكان
في 24 يونيو، أعلن أن المؤتمر سيخفض حجمه وسيقام في مركز ويسكونسن في ميلواكي بدل المكان المخطط له سابقًا، والذي كان منتدى فيسرفّ في ميلواكي.
سيجعل ذلك من هذا المؤتمر أول مؤتمر لحزب كبير يقام في مركز مؤتمرات منذ مؤتمر الحزب الجمهوري عام 1996، وأول مؤتمر للحزب الديمقراطي يقام في هكذا مكان منذ المؤتمر الوطني للحزب الديمقراطي عام 1984.

### دور المندوبين الفائقين
المندوبون الفائقون هم مندوبون للمؤتمر يجري اختيارهم بشكل تلقائي من قبل الحزب، بدل أن يجري ذلك عن طريق نتائج انتخابات تمهيدية واستفتاءات. مع أنهم عمليًّا غير محلفين، فقد سبق أن تعهد العديد منهم بشكل غير رسمي لاختيار مرشح محدد مسبقًا في انتخابات سابقة. نظام المندوبين الفائقين مثير للجدل بين الديمقراطيين، وقد نادى مناصرو كل من كلينتون وساندرز لإلغائه في عام 2020.
أوصت لجنة إصلاح الاتحاد، التي أنشئت بعد انتخابات عام 2016، بتخفيض عدد المندوبين الفائقين في عام 2020 بشكل كبير. في يوليو 2018، ألغت اللجنة الوطنية الديمقراطية حقوق تصويت المندوبين الفائقين في أول قرعة انتخابية، وهو أمر لم يحدث منذ عام 1952 للترشح الرئاسي ومنذ عام 1956 للترشح لمنصب نائب الرئيس.
فيما عدا الترشح الرئاسي، يصوت المندوبون الفائقون على كل القضايا.

### اختيار المندوبين المحلفين
يحدد عدد المندوبين المخصصين لكل من الولايات الخمسين وواشنطن العاصمة حسب -من بين أشياء أخرى- نسب الأصوات التي أعطتها كل ولاية للمرشح الديمقراطي في انتخابات أعوام 2008، و2012، و2016. يخصص عدد ثابت من المندوبين المحلفين لكل من المناطق الأمريكية الخمس وللديمقراطيين في الخارج.

#### تأهل الحملات الانتخابية المعلقة
تنص قواعد اختيار اللجنة الوطنية الديمقراطية لعام 2020 على أن أي مرشح لم يعد في السباق الانتخابي يخسر المندوبين على مستوى الولاية الذين كسبوهم ويعاد تخصيص هؤلاء المندوبين للمرشحين الذين ما يزالون في السباق الانتخابي. ولكن تفسير هذه القاعدة في سباقات عام 2020 الانتخابية قد يكون مختلفًا عن تفسيرها في الانتخابات السابقة. في الانتخابات السابقة، كالانتخابات التمهيدية لعام 2008، كان المرشحون يعلقون ترشحهم بدل الانسحاب بشكل رسمي، سامحين لمندوبيهم المحلفين مسبقًا أن يحضروا المؤتمر ويختاروا مرشحين آخرين على مدى العملية. بعدها ينسحبون رسميًّا عندما يكون الوقت متأخرًا على إعادة تحديد انتداباتهم.
حدث بعض الجدل في أبريل 2020 عندما ألغيت الانتخابات التمهيدية الرئاسية في ولاية نيويورك بسبب جائحة كوفيد-19. ألغى مجلس انتخابات ولاية نيويورك حينها الانتخابات التمهيدية للحزب الديمقراطي، وسبب ذلك جزئيًّا هو حماية الصحة العامة، ولكن باستخدام قانون في الولاية يسمح بإلغاء الانتخابات التي ليس فيها تنافس.
أعلنت حملة ساندرز الانتخابية أن ساندرز لم ينسحب وأن أيًّا من ساندرز أو اللجنة الوطنية الديمقراطية لم يطلب الإلغاء، وطالبت بإلغاء اللجنة الوطنية الديمقراطية للقرار أو سحب التفويض من مندوبي ولاية نيويورك.
في 28 أبريل، تقدم أندرو يانغ وعدة مندوبون له بدعوى قضائية فدرالية ضد مجلس انتخابات ولاية نيويورك بسبب نفس قرار الإلغاء. سمعت الحجج الشفهية في 4 مايو. في 5 مايو حكمت القاضي أناليزا توريس من المقاطعة الجنوبية لنيويورك أن قرار الحاكم أندرو كومو بإلغاء الانتخابات التمهيدية للولاية ينتهك كلًّا من التعديلين الدستوريين الأول والرابع عشر للمتسابقين على الرئاسة الذين أنهوا حملاتهم الانتخابية، وأصدرت حكمًا يطلب من نيويورك إقامة الانتخابات التمهيدية في يونيو، وإعادة السيناتور بيرني ساندرز (مستقل – فيرمونت) والمرشحين الرئاسيين السابقين الآخرين لصناديق الاقتراع.

## المظاهرات والاحتجاجات
من المتوقع إقامة مظاهرات واحتجاجات خارج المؤتمر، بعد أن أعلنت عدة مجموعات عن مواعيد للمظاهرات في ميلواكي خلال المؤتمر. صرح رايان هامان، نائب رئيس «التحالف للاحتشاد ضد اللجنة الوطنية الديمقراطية» بأن تظاهرات تحالفه المخطط لها ستركز على إصلاح سلك الشرطة، وذلك سيكون فعليًّا استمرارًا لتظاهرات جورج فلويد التي أقيمت في أرجاء البلاد.
في 2 أغسطس، صرحت مدينة ميلواكي بأن اهتمام الأحزاب بالسعي للحصول على تصاريح لتنظيم مسيرات في المدينة أو خطابات في حديقة المدينة قليل.
من المخطط أن تقيم كلوب كيدز إنك. مسيرةً مصرحًا لها في ميلواكي في وقت الظهيرة حسب توقيت المنطقة الزمنية الوسطى في 17 أغسطس. من المخطط أن تقيم حملة حقوق الإنسان الخاصة بالمرأة مسيرةً مرخصةً في ميلواكي في 20 أغسطس في الساعة العاشرة صباحًا بتوقيت المنطقة الزمنية الوسطى.